# San Ramon Challenger
Il San Ramon Challenger è stato un torneo professionistico di tennis giocato su campi in cemento. Faceva parte dell'ATP Challenger Series. L'unica edizione si è disputata a San Ramon (California) negli Stati Uniti.

## Albo d'oro

### Singolare
| Anno | Campione      | Finalista    | Punteggio |
| ---- | ------------- | ------------ | --------- |
| 1978 | Tim Wilkinson | Bruce Manson | 7–6, 6–1  |

### Doppio
| Anno | Campioni                     | Finalisti                   | Punteggio     |
| ---- | ---------------------------- | --------------------------- | ------------- |
| 1978 | Marcelo Lara John Whitlinger | Rick Fisher Erik Van Dillen | 6–3, 3–6, 7–6 |